# Gino De Sanctis
Gino De Sanctis (* 20. November 1912 in Lecce; † 13. September 2001 in Rom) war ein italienischer Journalist, Schriftsteller und Drehbuchautor.

## Leben
1937 schloss De Sanctis in Rom in Rechtswissenschaften, später in Politikwissenschaft ab. Für Il Messaggero berichtete er dann als Journalist aus Albanien und über den Befreiungskampf; zwischen 1944 und 1947 wirkte er als Chefredakteur der Literatur-Monatszeitschrift „Mercurio“ und arbeitete anschließend für Periodika, als er Asien bereiste.
Ab 1949 wandte er sich dem Schreiben von Drehbüchern zu; bis 1967 entstanden etwa dreißig Filme mit seiner Beteiligung, wobei er meist als Gino De Santis geführt wurde. Daneben entstanden etliche literarische Werke, Erzählungen ebenso wie Lyrik.

## Filmografie (Auswahl)
- 1957: Die Verlobten des Todes (I fidanzati della morte)
- 1959: Der Rebell von Samara (Il Vendicatore)
- 1960: Seddok. Der Würger mit den Teufelskrallen (L’erede di Satana)
- 1962: Achilles (L’ira di Achille)
- 1962: Pontius Pilatus – der Statthalter des Grauens (Ponzio Pilato)
- 1963: Der Ehekandidat (La visita)
- 1965: Il piombo e la carne

## Werke
- 1936: La nostra tribù ed altri racconti
- 1938: La mia Africa: Storie di uomini e di bestie
- 1948: Viaggio di ritorno
- 1958: Migliaia di chilometri
- 1961: Il violino della Quinta Armata
- 1965: Regina di cenere
- 1968: Il minimo d'ombra
- 1972: Venti e una (Gedichte)
- 1976: L'Augusta e i clienti
- 1990: Trentanove (Gedichte)